# Fontaine-sur-Somme
Fontaine-sur-Somme és un municipi francès situat al departament del Somme i a la regió dels Alts de França. L'any 2007 tenia 532 habitants.

## Demografia

### Població

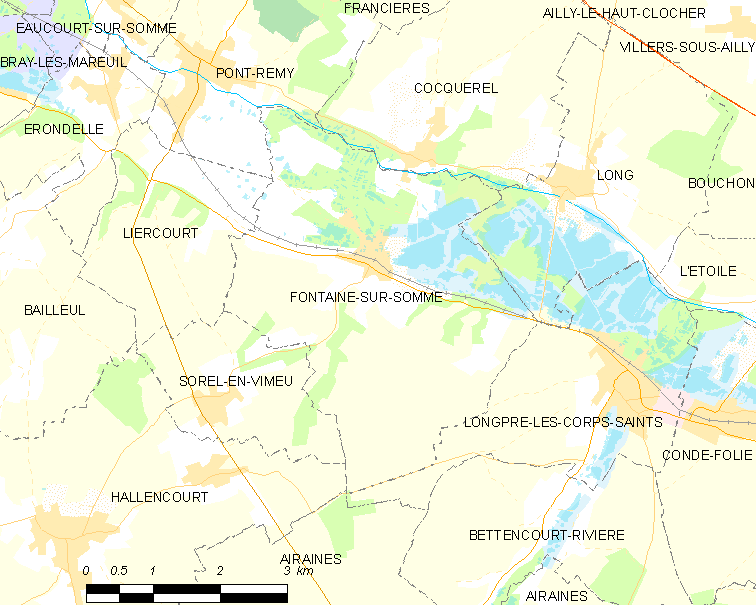
mapa del municipi

El 2007 la població de fet de Fontaine-sur-Somme era de 532 persones. Hi havia 223 famílies de les quals 69 eren unipersonals (20 homes vivint sols i 49 dones vivint soles), 65 parelles sense fills, 77 parelles amb fills i 12 famílies monoparentals amb fills.
La població ha evolucionat segons el següent gràfic:
Habitants censats

### Habitatges
El 2007 hi havia 332 habitatges, 226 eren l'habitatge principal de la família, 85 eren segones residències i 21 estaven desocupats. 319 eren cases i 1 era un apartament. Dels 226 habitatges principals, 191 estaven ocupats pels seus propietaris, 26 estaven llogats i ocupats pels llogaters i 8 estaven cedits a títol gratuït; 1 tenia una cambra, 13 en tenien dues, 29 en tenien tres, 68 en tenien quatre i 114 en tenien cinc o més. 183 habitatges disposaven pel capbaix d'una plaça de pàrquing. A 108 habitatges hi havia un automòbil i a 92 n'hi havia dos o més.

### Piràmide de població

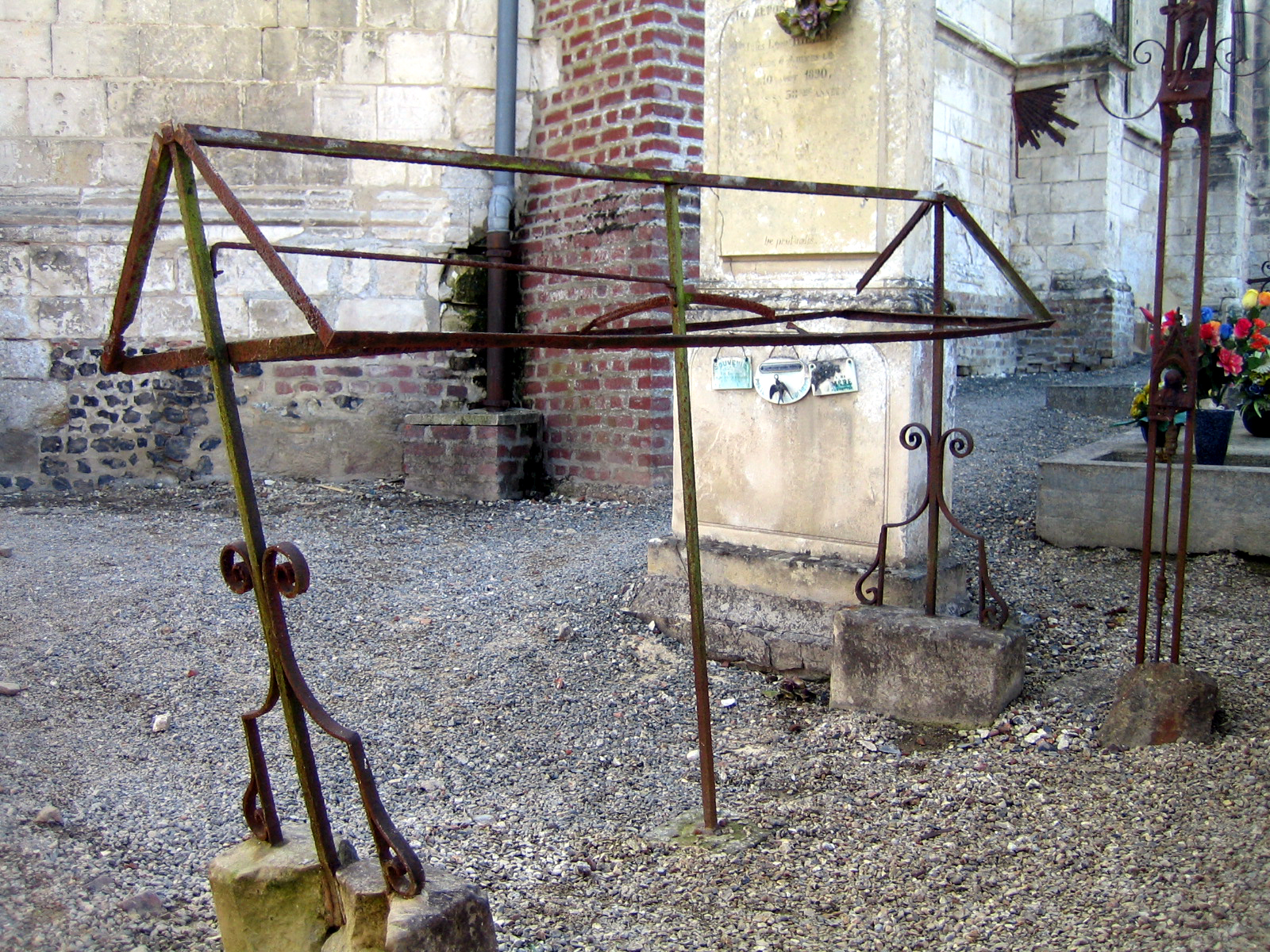
cementiri

La piràmide de població per edats i sexe el 2009 era:
| Homes | Edats   | Dones |
| ----- | ------- | ----- |
| 0     | 95 o +  | 0     |
| 0     | 90 a 94 | 6     |
| 5     | 85 a 89 | 0     |
| 8     | 80 a 84 | 5     |
| 10    | 75 a 79 | 13    |
| 15    | 70 a 74 | 4     |
| 26    | 65 a 69 | 28    |
| 9     | 60 a 64 | 6     |
| 14    | 55 a 59 | 9     |
| 12    | 50 a 54 | 20    |
| 7     | 45 a 49 | 1     |
| 23    | 40 a 44 | 12    |
| 2     | 35 a 39 | 22    |
| 37    | 30 a 34 | 24    |
| 12    | 25 a 29 | 11    |
| 2     | 20 a 24 | 1     |
| 7     | 15 a 19 | 22    |
| 6     | 10 a 14 | 14    |
| 24    | 5 a 9   | 14    |
| 12    | 0 a 4   | 7     |

## Economia
El 2007 la població en edat de treballar era de 322 persones, 230 eren actives i 92 eren inactives. De les 230 persones actives 194 estaven ocupades (104 homes i 90 dones) i 35 estaven aturades (21 homes i 14 dones). De les 92 persones inactives 41 estaven jubilades, 25 estaven estudiant i 26 estaven classificades com a «altres inactius».

### Ingressos
El 2009 a Fontaine-sur-Somme hi havia 232 unitats fiscals que integraven 539 persones, la mediana anual d'ingressos fiscals per persona era de 16.815 €.

### Activitats econòmiques
Dels 11 establiments que hi havia el 2007, 3 eren d'empreses de construcció, 1 d'una empresa de comerç i reparació d'automòbils, 1 d'una empresa de transport, 1 d'una empresa d'hostatgeria i restauració, 1 d'una empresa immobiliària, 3 d'empreses de serveis i 1 d'una empresa classificada com a «altres activitats de serveis».
Dels 4 establiments de servei als particulars que hi havia el 2009, 1 era una funerària, 1 guixaire pintor, 1 lampisteria i 1 perruqueria.
L'any 2000 a Fontaine-sur-Somme hi havia 14 explotacions agrícoles que ocupaven un total de 650 hectàrees.

## Equipaments sanitaris i escolars
El 2009 hi havia una escola elemental integrada dins d'un grup escolar amb les comunes properes formant una escola dispersa.

## Poblacions més properes
El següent diagrama mostra les poblacions més properes.